# Missy-lès-Pierrepont
Pour les articles homonymes, voir Missy.
Missy-lès-Pierrepont est une commune française située dans le département de l'Aisne, en région Hauts-de-France.

## Géographie
- 1Carte dynamique
- 2Carte OpenStreetMap
- 3Carte topographique
- 4Carte avec les communes environnantes

### Hydrographie
La commune est située dans le bassin Seine-Normandie. Elle est drainée par la Buze,.
La Buze, d'une longueur de 20 km, prend sa source dans la commune de Courtrizy-et-Fussigny et se jette  dans la Souche à Pierrepont, après avoir traversé dix communes.

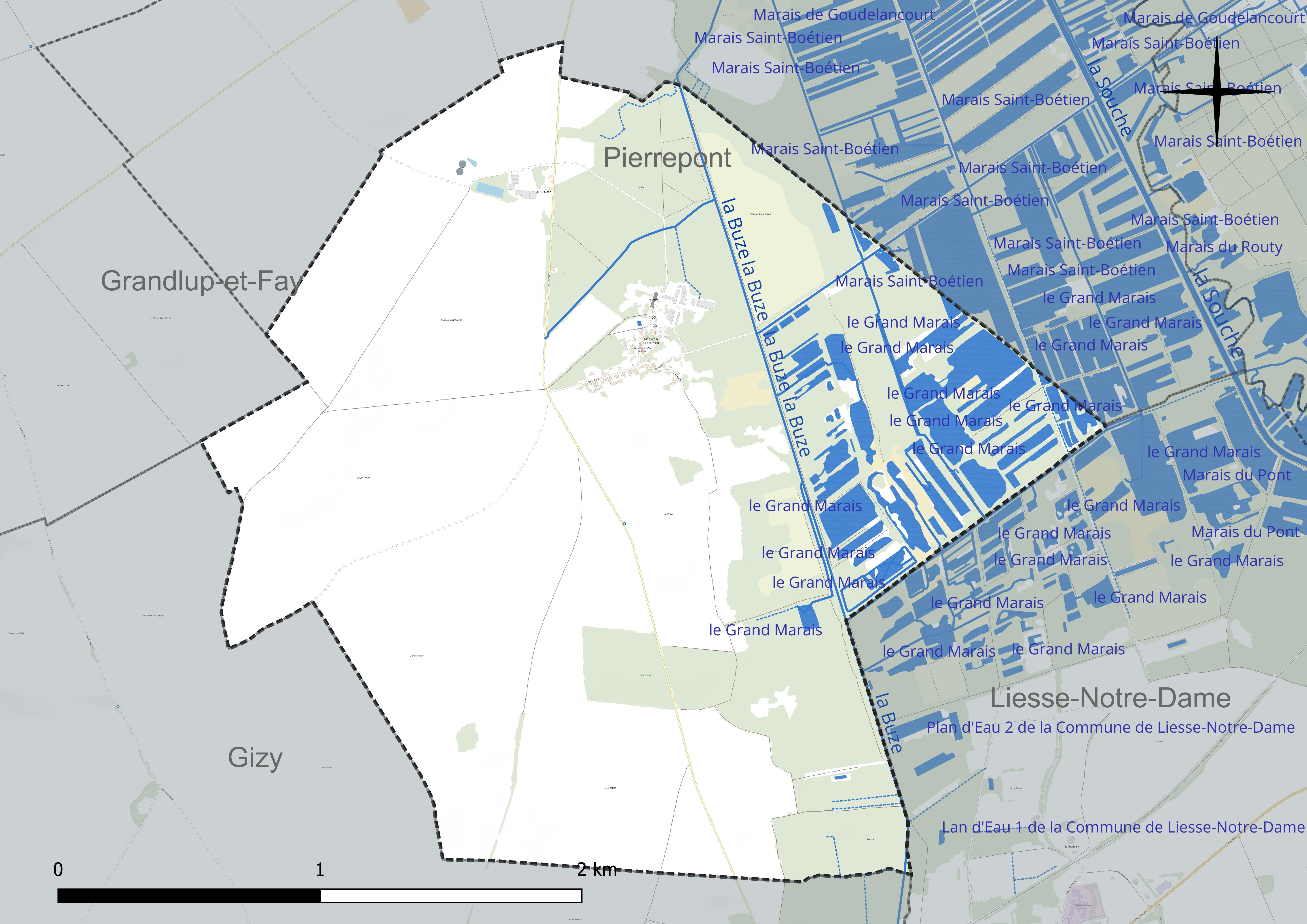
Réseau hydrographique de Missy-lès-Pierrepont.

Deux plans d'eau complètent le réseau hydrographique : le Grand Marais, d'une superficie totale de 18,4 ha (8,7 ha sur la commune) et le marais Saint-Boétien, d'une superficie totale de 10,1 ha (0,4 ha sur la commune),.

### Climat
Pour des articles plus généraux, voir Climat des Hauts-de-France et Climat de l'Aisne.
En 2010, le climat de la commune est de type climat océanique dégradé des plaines du Centre et du Nord, selon une étude du CNRS s'appuyant sur une série de données couvrant la période 1971-2000. En 2020, Météo-France publie une typologie des climats de la France métropolitaine dans laquelle la commune est exposée à un climat océanique altéré et est dans la région climatique Nord-est du bassin Parisien, caractérisée par un ensoleillement médiocre, une pluviométrie moyenne régulièrement répartie au cours de l'année et un hiver froid (3 °C).
Pour la période 1971-2000, la température annuelle moyenne est de 10,3 °C, avec une amplitude thermique annuelle de 15 °C. Le cumul annuel moyen de précipitations est de 721 mm, avec 11,7 jours de précipitations en janvier et 9 jours en juillet. Pour la période 1991-2020, la température moyenne annuelle observée sur la station météorologique la plus proche, située sur la commune de Gizy à 4 km à vol d'oiseau, est de 11,0 °C et le cumul annuel moyen de précipitations est de 724,1 mm,. Pour l'avenir, les paramètres climatiques de la commune estimés pour 2050 selon différents scénarios d'émission de gaz à effet de serre sont consultables sur un site dédié publié par Météo-France en novembre 2022.

## Urbanisme

### Typologie
Au 1er janvier 2024, Missy-lès-Pierrepont est catégorisée commune rurale à habitat dispersé, selon la nouvelle grille communale de densité à 7 niveaux définie par l'Insee en 2022.
Elle est située hors unité urbaine. Par ailleurs la commune fait partie de l'aire d'attraction de Laon, dont elle est une commune de la couronne,. Cette aire, qui regroupe 106 communes, est catégorisée dans les aires de 50 000 à moins de 200 000 habitants,.

### Occupation des sols
L'occupation des sols de la commune, telle qu'elle ressort de la base de données européenne d'occupation biophysique des sols Corine Land Cover (CLC), est marquée par l'importance des territoires agricoles (60 % en 2018), une proportion sensiblement équivalente à celle de 1990 (60,1 %). La répartition détaillée en 2018 est la suivante : 
terres arables (60 %), forêts (22,6 %), zones humides intérieures (7 %), eaux continentales (5 %), zones urbanisées (4 %), milieux à végétation arbustive et/ou herbacée (1,5 %).
L'évolution de l'occupation des sols de la commune et de ses infrastructures peut être observée sur les différentes représentations cartographiques du territoire : la carte de Cassini (XVIIIe siècle), la carte d'état-major (1820-1866) et les cartes ou photos aériennes de l'IGN pour la période actuelle (1950 à aujourd'hui).

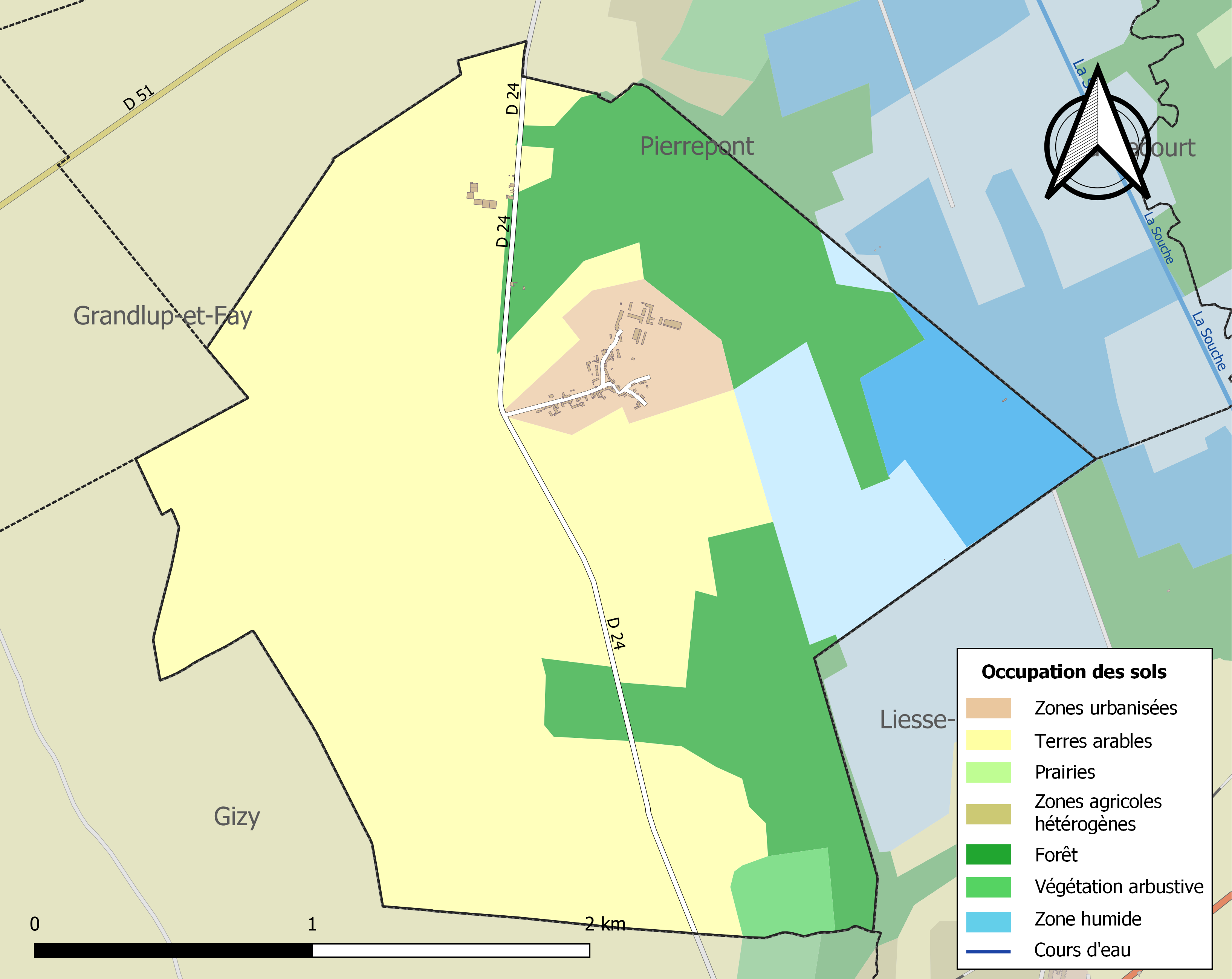
Carte de l'occupation des sols de la commune en 2018 (CLC).

## Toponymie
Le nom de la localité est attesté sous les formes Missiacum (1132) ; Missi (1150) ; Ecclesia parrochialis Sancti-Martini-de-Missiaco (1260) ; Missy, Massy (1475) ; Massi (1476) ; Misy (1508) ; Missy-lez-Lyesse (1536) ; Missy-prope-Lætitiam (1585) ; Missy-les-Pierpont (1709) ; Missy-lez-Pierrepont (1709).
La préposition « lez » permet de signifier la proximité d'un lieu géographique par rapport à un autre lieu. En règle générale, il s'agit d'une localité qui tient à se situer par rapport à une ville voisine plus grande. La commune de Missy indique qu'elle se situe près de Pierrepont.

## Histoire
Quelques seigneurs du village de Missy :
- 1132 : Renaud Bidane, seigneur  de Missy qui  le tenait en fief de Blihard de Pierrepont ;
- 1180-84 : Nicolas de Missy et sa femme, Brigide ;
- 1222 : Guillaume de Missy et sa femme Feanne ;
- milieu XIIe siècle : Gobert, écuyer de Missy ;
- 1259 : son fils Gobert II de Missy et sa femme, Mathilde ;
- 1381 : Isabelle, comtesse de Roucy, dame de Missy entre autres ;
- début XVIIe siècle : Charles de Mérélessart, écuyer et seigneur de Missy et sa femme, Marguerite Brisbard ;
- milieu XVIIe siècle : Jean de Mérélessart, fils du précédent et écuyer, et sa femme, Blanche de Pavant ;
- 1660 : Jean II de Mérélessart, seigneur de Missy et de La Neuville-sous-Laon et sa femme, Charlotte Pétré ayant eu comme enfants  Louis et Louise ;
- 1685 : Louis de Mérélessart, écuyer, seigneur de Missy. sa femme, Françoise-Elizabeth Carlier. Leur fille Marguerite-Henriette-Louise apporta Missy en mariage à Louis d'Y alors écuyer vers 1700, il était seigneur de Seboncourt ;
- 1725 : César-Louis d'Y, écuyer, fils des précédents, seigneur de Missy et sa femme, Louise-Elizabeth Levent ;
- le dernier seigneur de Missy fut le marquis Rogres de Champignelle qui émigra en 1790.

## Politique et administration

### Découpage territorial
La commune de Missy-lès-Pierrepont est membre de la communauté de communes de la Champagne Picarde, un établissement public de coopération intercommunale (EPCI) à fiscalité propre créé le 22 décembre 1995 dont le siège est à Saint-Erme-Outre-et-Ramecourt. Ce dernier est par ailleurs membre d'autres groupements intercommunaux.
Sur le plan administratif, elle est rattachée à l'arrondissement de Laon, au département de l'Aisne et à la région Hauts-de-France. Sur le plan électoral, elle dépend du canton de Villeneuve-sur-Aisne pour l'élection des conseillers départementaux, depuis le redécoupage cantonal de 2014 entré en vigueur en 2015, et de la première circonscription de l'Aisne  pour les élections législatives, depuis le dernier découpage électoral de 2010.

### Administration municipale
| Période                                  | Période                       | Identité    | Étiquette | Qualité                          |
| ---------------------------------------- | ----------------------------- | ----------- | --------- | -------------------------------- |
| avant 1875                               | après 1876                    | M. Defay    |           | Conseiller général               |
| Les données manquantes sont à compléter. |                               |             |           |                                  |
| mars 2001                                | mai 2020                      | Marie Klein | LR        | Réélue pour le mandat 2014-2020, |
| mai 2020                                 | En cours (au 13 juillet 2020) | Betty Bas   |           |                                  |

## Démographie
L'évolution du nombre d'habitants est connue à travers les recensements de la population effectués dans la commune depuis 1793. Pour les communes de moins de 10 000 habitants, une enquête de recensement portant sur toute la population est réalisée tous les cinq ans, les populations de référence des années intermédiaires étant quant à elles estimées par interpolation ou extrapolation. Pour la commune, le premier recensement exhaustif entrant dans le cadre du nouveau dispositif a été réalisé en 2008.

En 2022, la commune comptait 106 habitants, en évolution de −3,64 % par rapport à 2016 (Aisne : −1,97 %, France hors Mayotte : +2,11 %).
| 1793 | 1800 | 1806 | 1821 | 1831 | 1836 | 1841 | 1846 | 1851 |
| ---- | ---- | ---- | ---- | ---- | ---- | ---- | ---- | ---- |
| 100  | 109  | 121  | 121  | 157  | 191  | 198  | 183  | 186  |

| 1856 | 1861 | 1866 | 1872 | 1876 | 1881 | 1886 | 1891 | 1896 |
| ---- | ---- | ---- | ---- | ---- | ---- | ---- | ---- | ---- |
| 171  | 164  | 188  | 189  | 188  | 211  | 202  | 206  | 200  |

| 1901 | 1906 | 1911 | 1921 | 1926 | 1931 | 1936 | 1946 | 1954 |
| ---- | ---- | ---- | ---- | ---- | ---- | ---- | ---- | ---- |
| 209  | 196  | 195  | 120  | 154  | 172  | 172  | 179  | 195  |

| 1962 | 1968 | 1975 | 1982 | 1990 | 1999 | 2006 | 2008 | 2013 |
| ---- | ---- | ---- | ---- | ---- | ---- | ---- | ---- | ---- |
| 161  | 161  | 120  | 116  | 89   | 95   | 100  | 101  | 107  |

| 2018 | 2022 | - | - | - | - | - | - | - |
| ---- | ---- | - | - | - | - | - | - | - |
| 107  | 106  | - | - | - | - | - | - | - |

## Lieux et monuments

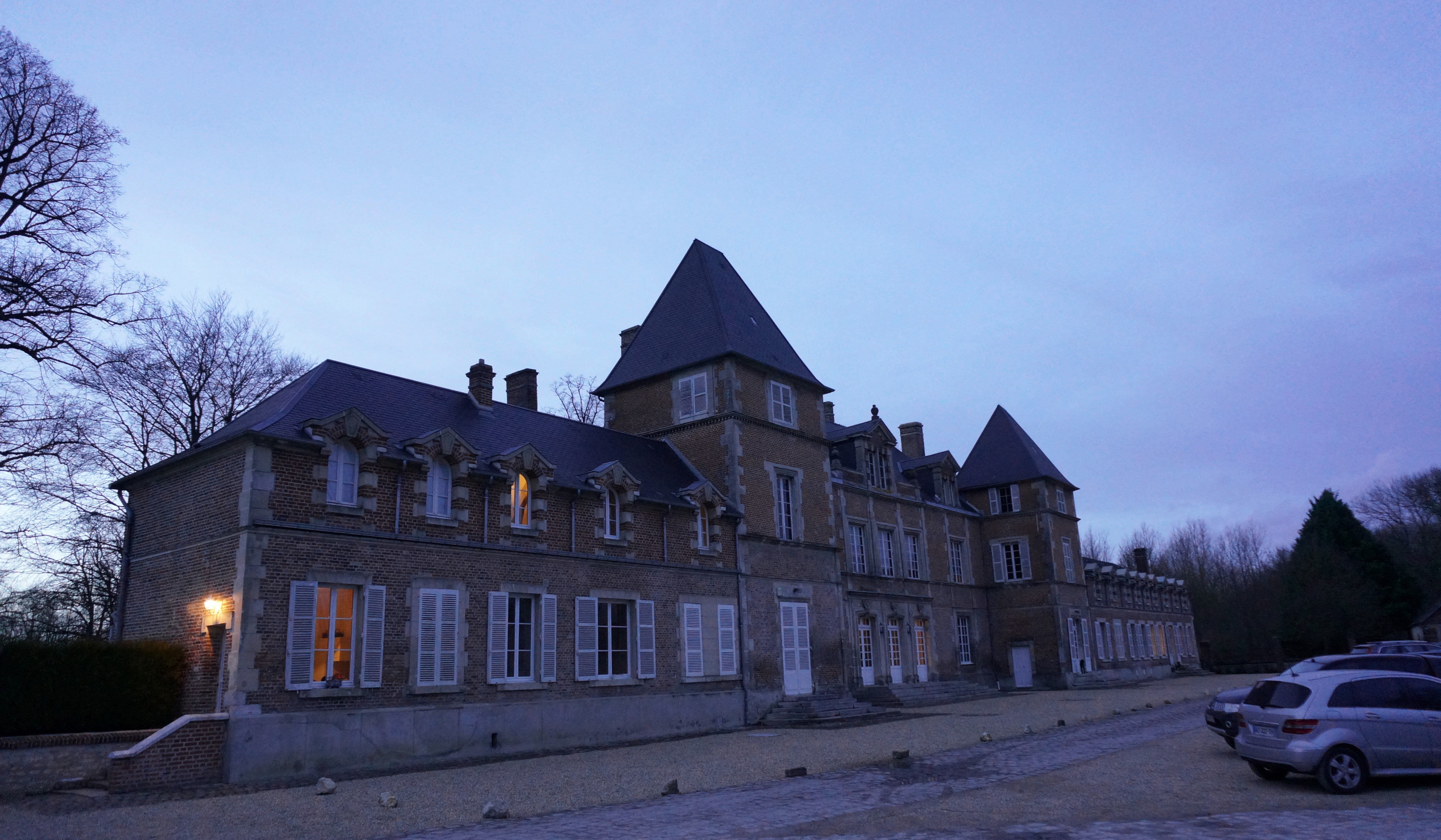
Le château.

- Le château de Missy.
- Église Saint-Martin.